# Charlie Huston

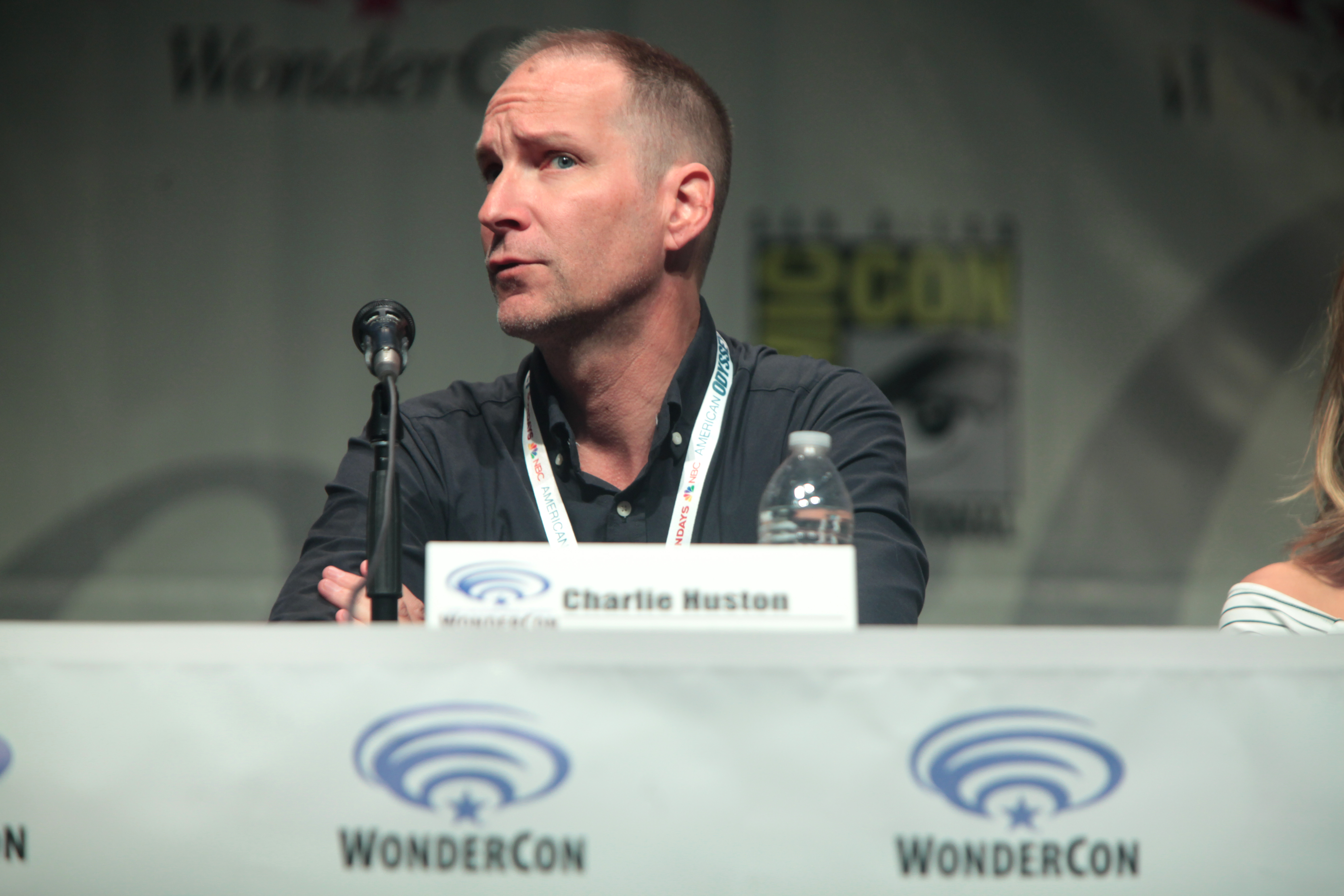
Charlie Huston auf der WonderCon 2015

Charlie Huston (* 1968 in Oakland, Kalifornien) ist ein US-amerikanischer Roman-, Comic- und Drehbuchautor.

## Leben
Huston begann im Alter von elf Jahren, seine ersten Kurzgeschichten zu verfassen, mit 13 Jahren schrieb er die erste „Science Fiction Noir“-Story. Obwohl er in seinem Leben immer weiter schrieb, wollte er eigentlich nicht Schriftsteller werden oder seine Werke veröffentlichen. Stattdessen begann er ein Theaterstudium und zog im Jahr 1995 nach New York, um sich dort der Schauspielerei zu widmen, verdiente seinen Lebensunterhalt aber als Barkeeper.
Ende Februar 2006 wurde er für den Edgar, den Preis der Mystery Writers of America, nominiert.
Er lebt mit seiner Frau, der Schauspielerin Virginia Louise Smith, in Los Angeles.

## Werke
Joe Pitt
- Stadt aus Blut. Heyne, 2007, ISBN 978-3453675278
- Blutrausch. Heyne, 2008, ISBN 978-3453433304
- Das Blut von Brooklyn. Heyne, 2009, ISBN 978-3453434189
- Bis zum letzten Tropfen. Heyne, 2010, ISBN 978-3453435124
- Ausgesaugt. Heyne, 2011, ISBN 978-3453435551

Hank Thompson
- Der Prügelknabe. Heyne, 2004, ISBN 978-3-453-72162-3
- Der Gejagte. Heyne, 2005, ISBN 3-453-43100-6
- Ein gefährlicher Mann. Heyne, 2006, ISBN 978-3-453-43205-5

Sonstige Bücher
- Killing game. Heyne, 2008, ISBN 978-3-453-43353-3
- Das Clean-Team. Heyne, 2009, ISBN 978-3-453-40730-5
- Die Plage. Heyne, 2011, ISBN 978-3-453-40731-2

Comics
- Moon Knight (Marvel, 2006–2007)
- Ultimates 2 Annual #2 (Marvel, 2006)
- Criminal #5 (Marvel, 2007)
- X-Force Special: Ain’t No Dog #1 (Marvel, 2008)
- Shang-Chi: Master of Kung Fu One-Shot #1 (Marvel, 2009)
- Deadpool Team-Up #900 (Marvel, 2009)
- Bullseye: Perfect Game #1; #2 (Marvel, 2011)
- Wolverine: The Best There Is (Marvel, 2011)